# Сималунгун
Сималунгун (индон. Simalungun) — округ в провинции Северная Суматра. Административный центр — город Рая.

## История
Округ был создан в 2003 году.

## Население
Согласно оценке 2000 года, на территории округа проживало 855 591 человек.

## Административное деление
Округ делится на следующие районы:
- Бандар
- Бандар Хулуан
- Бандар Масилам
- Босар Малигас
- Долок Батунангар
- Долок Панрибуан
- Долок Пардамеан
- Долок Силау
- Гирсанг Сипанган Болон
- Гунунг Малела
- Гугунг Малигас
- Харангаол Хорисон
- Хатондухан
- Хута Баю Раджа
- Джава Мараджа Бах Джамби
- Джорланг Хатаран
- Паней
- Паномбейан Паней
- Пематанг Бандар
- Пематанг Сидаманик
- Пематанг Силима Хута
- Пурба
- Рая
- Рая Кахеан
- Сиантар
- Сидаманик
- Силау Кахеан
- Силимакута
- Танах Джава
- Тапиан Долок
- Уджунг Паданг